# 小野慎介
小野 慎介（おの しんすけ、1989年10月30日 - ）は、日本のラグビー選手。

## プロフィール
- 千葉県印西市出身。
- ポジションはプロップ(PR)。
- 身長 181cm、体重 115kg
- ニックネームはオノ、オノチャン。
- U20日本代表に選ばれたことがある[1]。

## 略歴
7歳からラグビーを始めた。
2008年、流経大柏高校卒業後、明治大学に入る。なお流経大柏高校時代、高校日本代表に選ばれ、第31回高校東西対抗試合に東軍として出場した。
2012年、明治大学卒業後、NTTコミュニケーションズシャイニングアークスに加入。同年10月6日に行われたジャパンラグビートップリーグ第5節のNTTドコモレッドハリケーンズ戦に途中出場で公式戦初出場を果たす。
2020年、NTTコミュニケーションズシャイニングアークスを退団した。

## エピソード
- 中学時代、野球部に所属して唐川侑己（現・千葉ロッテマリーンズ）と対戦経験がある[7]。